# Ulrikke Falch
Ulrikke Falch, född 17 juli 1996 i Oslo, är en norsk skådespelare. Hon växte upp i Oslo men är bosatt i Trondheim. Hon spelade rollen som Vilde Lien Hellerud i dramaserien SKAM, som sändes på NRK. Falch har en tvillingsyster som heter Emilie Sogn Falch.